# هارتفيغ نيسن
أولي هارتفيج نيسن (بالنرويجية البوكمول: Hartvig Nissen)‏ (17 أبريل 1815 - 4 فبراير 1874) هو معلم وعالم في فقه اللغة النرويجية. أسس مدرسة نيسن للبنات في كريستيانيا في عام 1849. وفي عام 1865 أصبح مديراً عاماً في وزارة التعليم والبحوث النرويجية، بينما بقي أحد المديرين الثلاثة المشتركين لمدرسة نيسن للبنات حتى عام 1872. في عام 1873 تم تعيينه في منصب مرموق كعميد لمدرسة كاتدرائية أوسلو
تخليدا لعطاءاته تمت تسمية مدرسة نيسن للبنات على اسمه لتصبح مدرسة هارتفيغ نيسن